# Papak
Pāpak (auch Pābag oder Bābak) war ein persischer Kleinkönig bzw. Lokalherrscher im Raum Fars im Partherreich zu Beginn des 3. Jahrhunderts. Er war der Vater von Ardaschir I., dem Gründer des Sassanidenreichs.
Über die Person Papaks ist nur wenig bekannt, zumal die wenigen vorhandenen Quellen (wie Tabari) teils legendär ausgeschmückt bzw. widersprüchlich sind. Papak stand in einem nicht genau zu identifizierenden Verhältnis zu Sassan, dem eponymen Stammvater der Sassaniden; Tabari und andere orientalische Quellen bezeichnen Sassan als Papaks Vater, doch ist dies unsicher. In späteren sassanidischen Inschriften wird Papak als šāh (König) bezeichnet, Sassan hingegen nicht. So scheint erst Papak als ein lokal begrenzter Herrscher in Istachr fungiert zu haben, wenngleich unter parthischer Oberherrschaft. Diese Position hat Papak aber erst nach einer Revolte gegen den zuvor in Istachr residierenden parthischen Kleinkönig aus der Familie Bazrangi bekleidet, gegen den er sich wohl im Jahr 205/6 erfolgreich erhob, nachdem er zuvor nur über kleinen Besitz am Bachtegansee verfügte, die Stadt Khir. Anschließend herrschte er bis ca. 211/12 in Istachr.
Papak hat Tabari zufolge den Partherkönig Artabanos IV. in einem Brief darum gebeten, seine Stellung zu bestätigen, so dass er seinen Sohn Schapur (den älteren Bruder seines anderen Sohns Ardaschir) als König krönen könne. Dies wurde abgelehnt, doch Papak krönte vor seinem Tod Schapur dennoch zu seinem Nachfolger, gegen den sich jedoch sein Bruder Ardaschir erhob; bevor es zum Kampf kommen konnte, sei dann Schapur durch einen Unfall verstorben, so dass Ardaschir König wurde.
In der modernen Forschung wird davon ausgegangen, dass der ambitionierte Ardaschir die Nachfolgeregelung seines Vaters Papak nicht akzeptieren wollte, Schapur stürzte und tötete, bevor er sich später auch gegen den Partherkönig erhob und erfolgreich das Sassanidenreich gründete. In diesem Zusammenhang wird von Touraj Daryaee vermutet, dass die Erzählung bei Tabari, Ardaschir habe Papak überhaupt erst zur Revolte ermuntert, unzutreffend sei und es vielmehr Schapur gewesen ist, der seinen Vater half, die Lokalherrschaft in Fars zu erlangen. Ardaschir hat seine Abstammung von Papak in Münzprägungen besonders hervorgehoben, wo er sich als „Sohn des Gottes Pabag des Königs“ bezeichnete.